# 2 złote wzór 1986
2 złoty wzór 1986 – moneta dwuzłotowa, wprowadzona do obiegu jako kontynuacja monety dwuzłotowej wzór 1975, na podstawie zarządzenia z 21 czerwca 1975 r. (M.P. z 1975 r. nr 21, poz. 130), wycofana z obiegu z dniem denominacji z 1 stycznia 1995 roku, rozporządzeniem prezesa Narodowego Banku Polskiego z dnia 18 listopada 1994 (M.P. z 1994 r. nr 61, poz. 541).
Dwuzłotówkę wzoru 1986 bito w latach 1986–1988.

## Awers
W centralnym punkcie umieszczono godło – orła bez korony, poniżej rok bicia, dookoła napis „POLSKA RZECZPOSPOLITA LUDOWA”, a pod łapą orła pojawił się znak mennicy w Warszawie.

## Rewers
Na tej stronie monety znajduje się napis „2 ZŁ”, po bokach i u dołu stylizowane kłosy zboża przewiązane szarfą zwisającą w kształcie litery V.

## Nakład
Mennica Państwowa biła monetę w mosiądzu na krążku o średnicy 21 mm, masie 3 gramów, z rantem ząbkowanym. Projektantami byli:
- Stanisława Wątróbska-Frindt (awers) oraz
- Wacław Kowalik (rewers).

Nakłady monety w poszczególnych latach przedstawiały się następująco:
| Rocznik | Nakład (sztuk) | Uwagi                                                           |
| ------- | -------------- | --------------------------------------------------------------- |
| 1986    | 60 718 000     | istnieją monety wybite stemplem lustrzanym1 (nakład 5000 sztuk) |
| 1987    | 44 673 457     | istnieją monety wybite stemplem lustrzanym (nakład 5000 sztuk)  |
| 1988    | 94 651 000     | istnieją monety wybite stemplem lustrzanym (nakład 5000 sztuk)  |

gdzie: 1 – bicia stemplem lustrzanym wykonano w Mennicy Państwowej na początku lat 90. XX w. w ramach emisji zestawów rocznikowych monet PRL z lat 1979, 1980, 1981, 1982, 1986, 1987, 1988, 1989, 1990

## Opis
Rewers i średnica monety były identyczne z tymi dla dwuzłotówki wzór 1975. Zmianie uległa jedynie ikonografia awersu.
Moneta została zastąpiona dwuzłotówką wzór 1989, której awers i rewers pozostały bez zmian, natomiast zmieniono materiał oraz zredukowano średnicę i masę monety
Do dnia denominacji z 1 stycznia 1995, moneta krążyła w obiegu razem z:
- dwuzłotówką aluminiową wzór 1958, o średnicy 27 mm oraz
- dwuzłotówką mosiężną wzór 1975 o takich samych parametrach metrologicznych (średnica 21 mm),
- a od 28 grudnia 1988 r., z dwuzłotówką aluminiową wzór 1989, o średnicy 18 mm[8].

## Wersje próbne
Istnieje wersja tej monety należąca do serii próbnej w niklu (1986) z wypukłym napisem PRÓBA, wybita w nakładzie 500 sztuk.
Katalogi informują również o istnieniu wersji próbnych technologicznych w mosiądzu, w latach 1986, 1987 i 1988, z wypukłym napisem PRÓBA, w nieznanych nakładach.